# Aphelidesmus ambiguus
Aphelidesmus ambiguus är en mångfotingart som beskrevs av Carl 1914. Aphelidesmus ambiguus ingår i släktet Aphelidesmus och familjen Aphelidesmidae. Inga underarter finns listade i Catalogue of Life.